# Concertul pentru vioară (Sibelius)
Concertul pentru vioară în Re minor, Op. 47 este singurul concert scris de compozitorul finlandez Jean Sibelius. A fost compus în 1904. Este cunoscut în rândul violoniștilor ca fiind unul dintre cele mai dificile concerte pentru vioară din punctul de vedere al cerințelor tehnice din partea solistului iar partea a treia este considerată una dintre cele mai bune părți concertistice compuse vreodată pentru acest instrument.

## Istoric
Sibelius a dedicat inițiat concertul celebrului violonist Willy Burmester care a promis să interpreteze concertul la Berlin. Totuși, din motive financiare, Sibelius a ales ca premiera să aibă loc la Helsinki și deoarece Burmester era incapabil să călătorească până în Finlanda, Sibelius l-a ales pe Victor Novacek, un profesor de vioară la Conservatorul din Helsinki. Versiunea inițială a concertului a avut premiera pe 8 februarie 1904 sub bagheta lui Sibelius. Interpetarea lui Novacek a fost defectuoasă iar premiera a fost considerată un dezastru. Totuși, Sibelius abia a fost capabil să finalizeze lucrarea înainte de premieră, cel mai probabil din cauza dependeței sale de alcool.
Sibelius a retras această versiune de la publicare și a realizat modificări substanțiale. A eliminat mult material care el considera că nu se potrivește. Noua versiune a avut premiera pe 9 noiembrie 1905 în interpretarea Orchestrei Curții din Berlin sub bagheta lui Richard Strauss. Sibelius nu a fost prezent la premieră. Willy Burmester a fost din nou solicitat să interpreze dar a fost din nou indisponibil așa că liderul orchestrei, Karel Halíř, a preluat rolul de solist. Burmester a fost atât de ofensat de acest lucru încât a refuzat să interpreteze vreodată concertul iar Sibelius a re-dedicat concertul copilului-minute maghiar Ferenc von Vecsey, care avea doar 12 ani la vremea respectivă. Vecsey a fost cel mai bun interpret al concertului lui Sibelius, interpretându-l pentru prima dată când avea doar 13 ani, deși nu putea să se ridice la cerințele tehnice ale lucrării.
Versiunea inițială a fost mult mai solicitantă pentru aptitudinile tehnice ale solistului. A fost necunoscută publicului larg până în 1991 când urmașii lui Sibelius au permis o interpretare în concert și o înregistrare. Ambele au fost interpretate de Leonidas Kavakos sub bagheta lui Osmo Vänskä. Versiunea originală este ceva mai lungă decât cea revizuită și conține teme care nu au mai fost folosite în revizuire. Anumite părți, cum ar fi începutul, cea mai mare parte a părții a treia și părți din a doua nu au fost schimbate deloc. Unele dintre cele mai importante modificări, în special în prima parte, sunt în orchestrație, unele ritmuri fiind interpretate de două ori mai lent.

## Instrumentație
Concertul este scris pentru două flaute, două oboaie, două clarinete, doi fagoți, patru corni, două trompete, trei tromboane, timpan și coarde.

## Structura
La fel ca majoritatea concertelor, lucrarea este structurată în trei părți:
1. Allegro moderato în Re minor și cu măsura 2/2
2. Adagio di molto în Si bemol major și cu măsura 4/4
3. Allegro, ma non tanto în Re major și cu măsura 3/4

O interpretare tipică a concertului durează aproximativ 30 de minute.